# Velika župa Lika-Gacka
Velika župa Lika-Gacka bila je jedna od 22 velike župe na prostoru NDH. Sjedište joj je bilo u Gospiću. Djelovala je od 19. travnja 1941. Nosila je ime "Velika župa Gacka i Lika".
Građansku upravu u župi vodio je veliki župan kao pouzdanik vlade imenovan od strane poglavnika. Obuhvaćala je područje kotarskih oblasti:
Brinje, Gračac, Otočac, Perušić, Udbina te grad Gospić.
U početku je i kotar Senj bio u ovoj velikoj župi, koji je nabrojan u popisu kotara kad je Jurica Frković imenovan za velikog župana u odredbi od 19. travnja 1941. goddine. Ta je odredba prethodila Odredbi o velikim župama od lipnja 1941. Kad je osnovana Velika župa Vinodol i Podgorje 16. srpnja 1941. Senj je uvršten u nju.
20. prosinca 1941. u sastav ove velike župe ušao je kotar Korenica koji je do tada bio u Velikoj župi Krbavi i Psatu. 1. siječnja 1942. ukinut je kotar Donji Lapac, koji je bio dio župe Krbave-Psata, a područje kotara pripojeno je ovoj velikoj župi. 13. prosinca 1944. ovoj je velikoj župi privremeno pripojen kotar Pag, koji je do tada bio u Velikoj župi Sidrazi-Ravnim Kotarima.
Preustrojem 5. srpnja 1944. promijenila je ime u Velika župa Lika-Gacka.
Zbog ratnih okolnosti proglašeno je 20. svibnja 1944. iznimno stanje u obalnom području, što je zahvatilo i ovu većinom kontinentsku veliku župu. Vojna je vlast zamijenila civilnu. Poslove građanske uprave preuzeo je vojni zapovjednik obalnog odsjeka Like. Njemu je za te poslove 28. ožujka 1945. dodijeljen je posebni glavar građanske uprave.